# Zestafoni (gemeente)
Zestafoni of Zestaponi (Georgisch: ზესტაფონის მუნიციპალიტეტი, Zestɑpʰonis moenitsipaliteti) is een gemeente in het midden van Georgië met ongeveer 53.000 inwoners (2024), gelegen in de regio Imereti. De gelijknamige stad is het bestuurlijk centrum van de gemeente, die een oppervlakte heeft van 423,7 km². Zestafoni is gesitueerd in het Imereti-hoogland waar de Kvirila als belangrijkste rivier doorheen stroomt. De gemeente wordt doorkruist door belangrijke nationale infrastructuur.

## Geschiedenis
Het gebied van het hedendaagse Zestafoni ligt historisch op een strategische plek. Belangrijke rivieren in het Imereti-hoogland komen hier samen en het gebied ligt aan de centrale doorgang door het Lichigebergte tussen oost- en west-Georgië. Bij de samenvloeiing van de Dziroela en de Kvirila ontstond de nederzetting Sjorapani rond het strategisch belangrijke fort op deze plek, dat in de 1e eeuw door Strabo beschreven werd.
Het gebied was regelmatig het toneel van veldslagen tussen strijdende partijen over de controle over de Georgische vorstendommen. Na het uiteenvallen van het Koninkrijk Georgië in de 15e eeuw lag het gebied van Zestafoni in het Koninkrijk Imeretië dat door zowel het Ottomaanse Rijk als Safavidisch Perzië werd bevochten. Na de Vrede van Amasya in 1555 werd het gebied tot de 18e eeuw gedomineerd door de Ottomanen.

### Russisch gezag

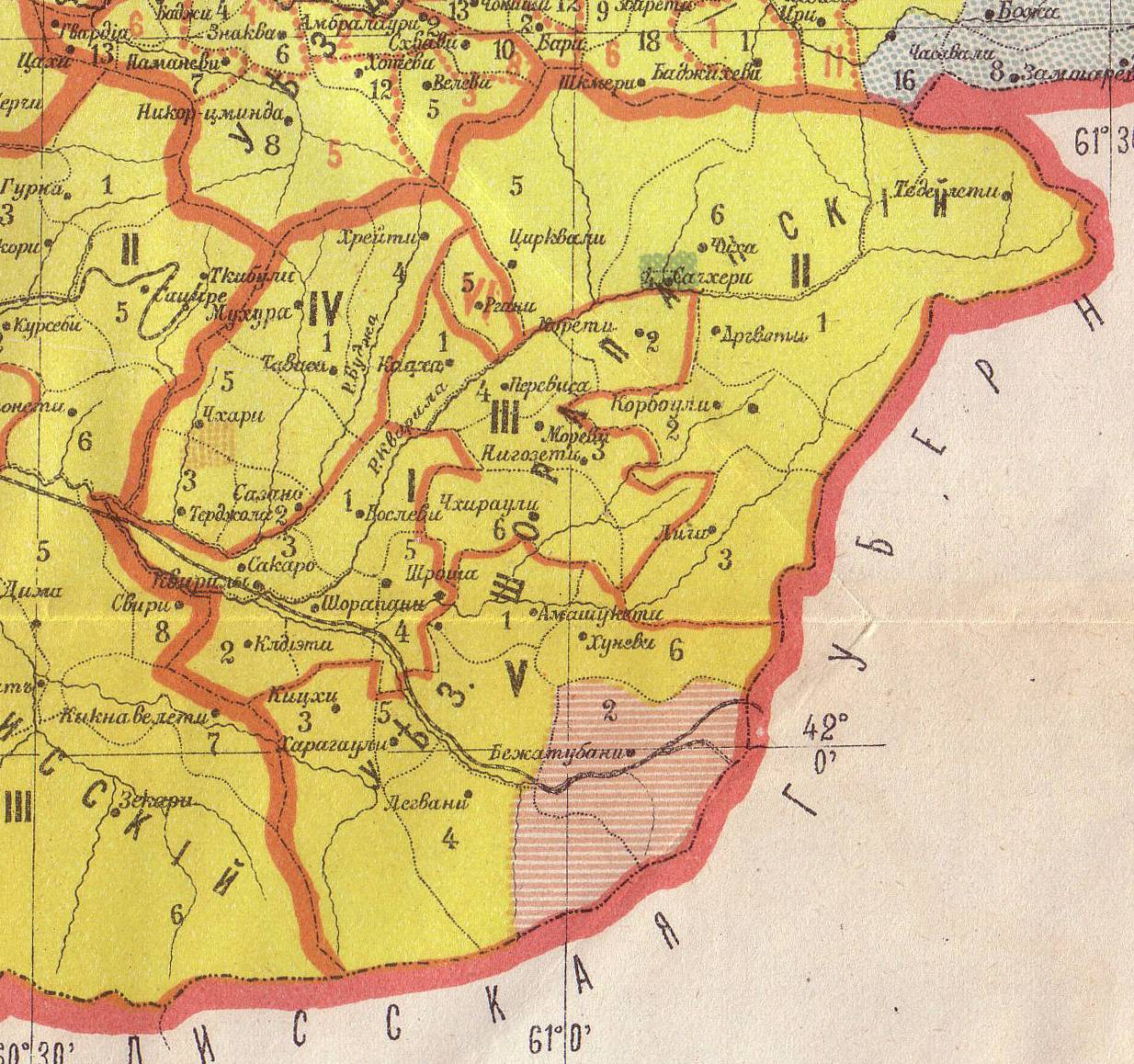
Oejezd Sjaropan ca 1886 met Kvirilski oetsjastok (I)

In 1770 nam koning Salomo I van Imeretië samen met de Russische generaal Gottlob Totleben het fort bij Sjorapani in en vernielde het om hergebruik door de Turken te voorkomen. In 1810 werd Imeretië door het Russisch Rijk geannexeerd, wat de invoering van een Russische bestuurlijke indeling betekende. Het vorstendom werd Oblast Imeretië, dat in 1840 opgenomen werd in het Gouvernement Georgië-Imeretië dat geheel Georgië besloeg.
In 1846 werden oost- en west-Georgië weer gescheiden en werd het gebied van Zestafoni bestuurlijk ingedeeld bij de provincie (oejezd) Sjaropan van het Gouvernement Koetais. Het kerngebied van het hedendaagse Zestafoni werd binnen dat oejezd het gemeentelijk district (oetsjastok) Kvirili, met de plaats Kvirili als bestuurlijk centrum. In 1921 werd de oorspronkelijke naam Zestafoni teruggegeven.
Onder het Russisch keizerlijke gezag werd de spoorweginfrastructuur in Transkaukasië in hoog tempo ontwikkeld. De eerste spoorlijn ten zuiden van de Kaukasus werd in 1872 geopend tussen Tbilisi - Poti, die door Zestafoni passeerde. Het was een belangrijke stopplaats voor de passage door het Lichigebergte. In 1893 volgde de aftakking vanaf Zestafoni naar mijnbouwplaats Tsjiatoera, waar mangaanerts gewonnen werd. Dit gaf een economische impuls aan het district met onder meer een grote metaalfabriek in Zestafoni.

### Moderne indeling

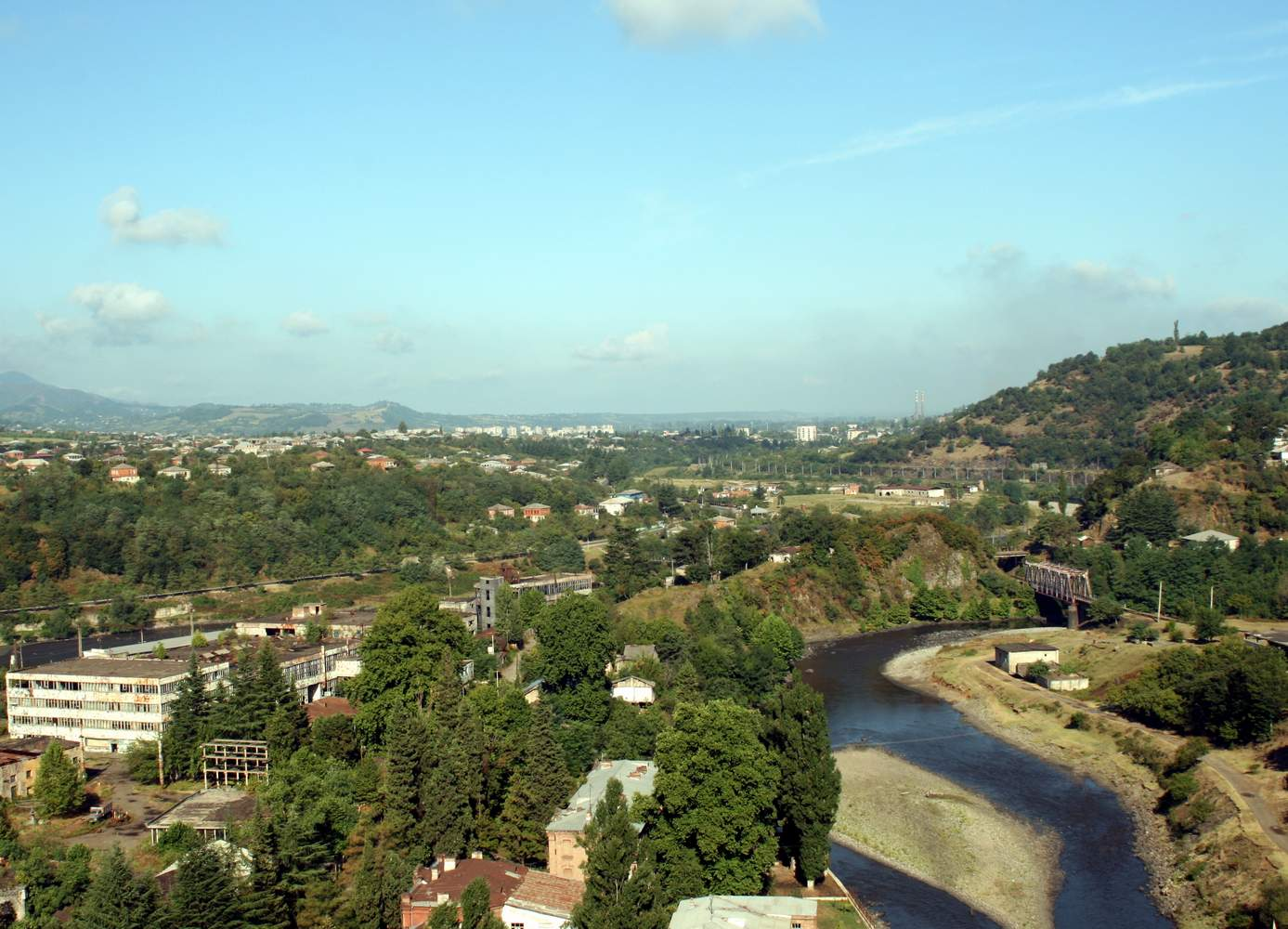
Zicht over Sjorapani en Zestafoni

Er volgden bestuurlijke herindelingen in de periode 1917-1930 door de tussenkomst van de Democratische Republiek Georgië en de vorming van de Sovjet-Unie. Tijdens de grote bestuurlijke hervormingen in 1930 van de Georgische SSR werd de moderne bestuurlijke eenheid Zestafoni als rajon (district) opgericht. De stad Zestafoni werd het districtscentrum. Na de onafhankelijkheid van Georgië werd het district in 1995 ingedeeld bij de nieuw gevormde regio (mchare) Imereti, en werd het district in 2006 omgevormd tot gemeente.

## Geografie

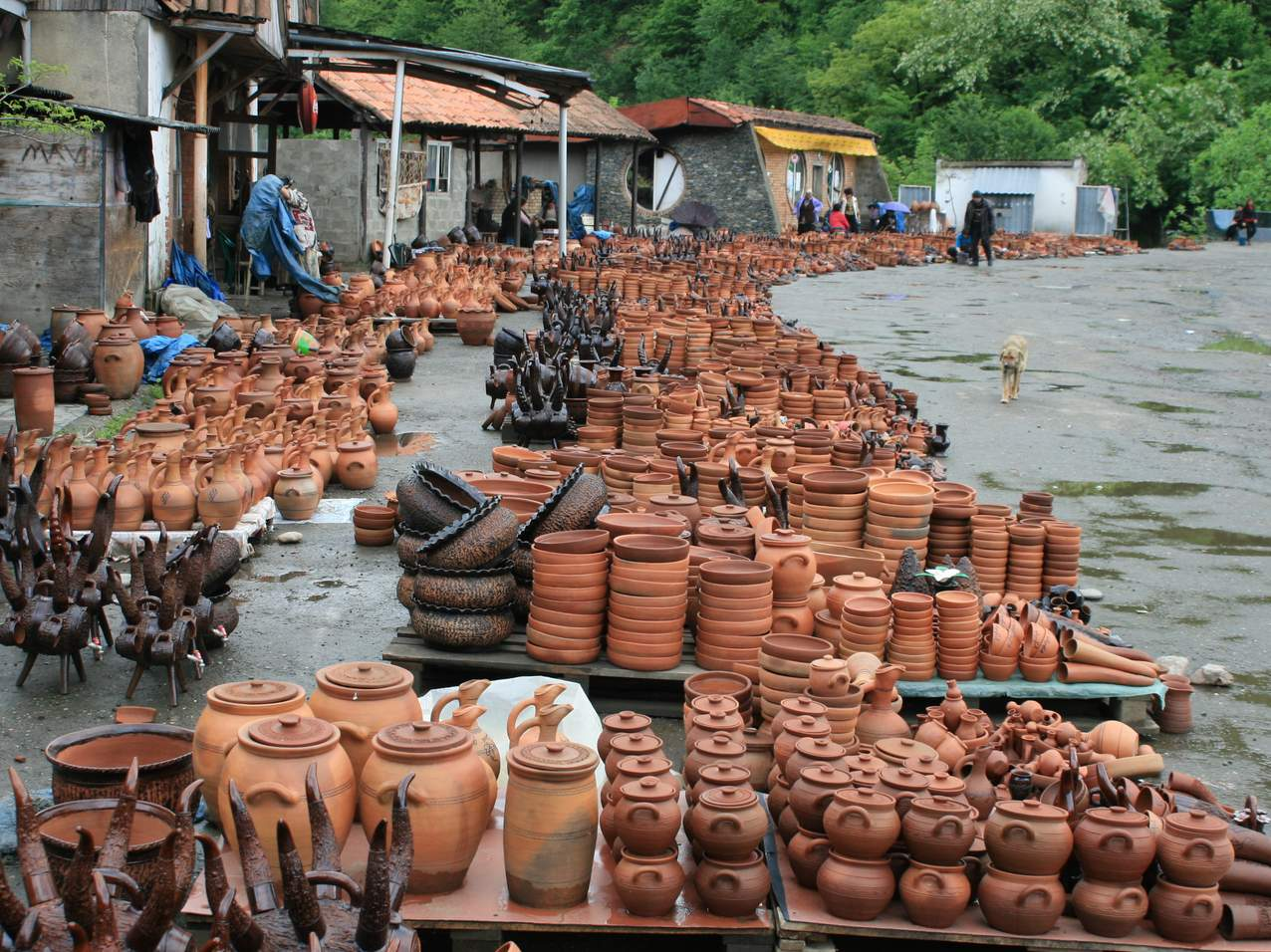
Regionaal aardewerk langs de Tbilisi-Samtredia weg

De gemeente ligt centraal in de regio Imereti en grenst rondom aan vier gemeenten van de regio. In het noorden ligt Terdzjola, in het noordoosten Tsjiatoera, in het zuidoosten Charagaoeli en tot slot in het zuidwesten Baghdati.

### Imereti-hoogland
Zestafoni ligt in het westelijke lagere deel van het Imereti-hoogland, een bergachtig hoogland dat doorsneden wordt door rivierkloven. Dit hoogland vormt samen met het aan de oostkant gelegen Lichigebergte de waterscheiding tussen oost en west-Georgië en de Kaspische- en Zwarte Zee bekkens. Het plateau grenst in het zuiden aan het Meschetigebergte en in het noorden aan het Ratsjagebergte. De Kvirila is de hoofdrivier door de gemeente, en gaf in de 19e eeuw tot 1921 ook de naam aan Zestafoni. Het plateau bestaat uit kristallijne gesteentes van granitoïden en gneis en reikt in de gemeente tot ongeveer 600 meter boven zeeniveau.
In het zuiden van de gemeente liggen de noordelijke heuvels van het Meschetigebergte die niet hoger reiken dan 900 meter boven zeeniveau. Het hoogste punt van de gemeente ligt op 1088 meter boven zeeniveau. Het westen van de gemeente ligt in het oostelijk uiteinde van het Colchis-laagland. De stad Zestafoni ligt in de uiterste punt ervan.

## Demografie
Begin 2024 telde de gemeente Zestafoni 52.938 inwoners, een daling van bijna 8% ten opzichte van de volkstelling van 2014. Het aantal inwoners in de hoofdplaats Zestafoni daalde gering sinds diezelfde volkstelling.
| Gemeente Zestafoni                                                      | -     | -     | 66.017 | 68.196 | 73.975 | 72.835 | 75.539 | 76.208 | 57.628 | 55.489 | 52.938 |
| Zestafoni (stad)                                                        | 2.010 | 4.902 | 13.728 | 17.213 | 21.701 | 21.101 | 26.098 | 24.158 | 20.814 | 20.684 | 20.212 |
| Sjorapani (daba)                                                        | -     | 233   | 2.096  | 1.685  | 1.508  | 1.489  | 1.743  | 1.597  | 1.258  | 1.559  | 1.890  |
| Verantwoording data: Bevolkingsstatistiek Georgië 1897 tot heden. Noot: |       |       |        |        |        |        |        |        |        |        |        |

### Etniciteit en religie
De bevolking van de gemeente was volgens de volkstelling van 2014 vrijwel geheel mono-etnisch Georgisch (99,5%). De belangrijkste etnische minderheden waren ruim 100 Russen en enkele tientallen Armeniërs, Oekraïners en Assyriërs die voornamelijk in de stad Zestafoni woonden. Het grootste deel van de inwoners was volgens de volkstelling Georgisch-Orthodox (99,0%). De enige significante religieuze minderheid waren jehova's (0,3%).

## Administratieve onderverdeling

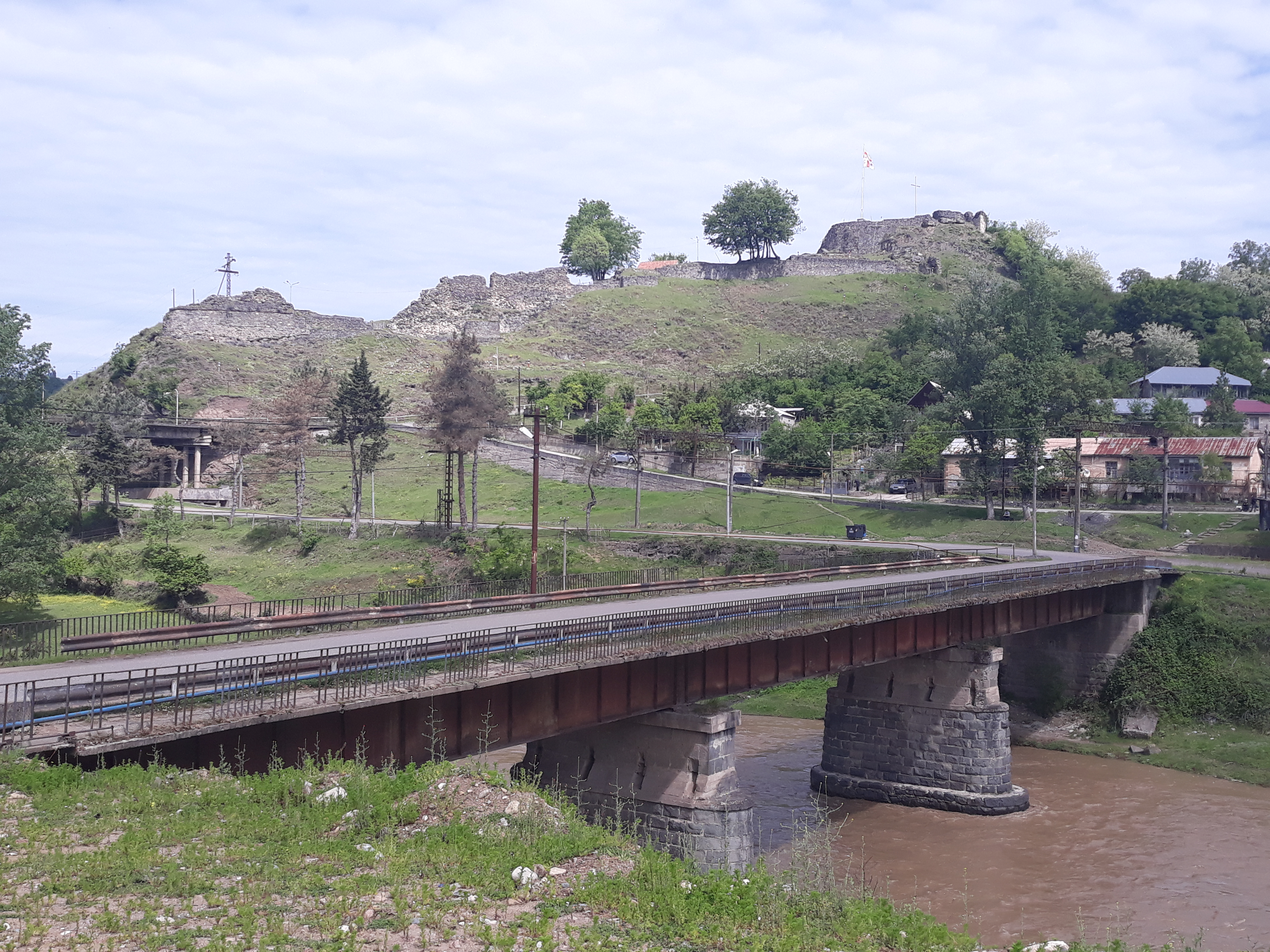
Restanten van fort Sjorapani

De gemeente Zestafoni is administratief onderverdeeld in 12 gemeenschappen (თემი, temi) met in totaal 59 dorpen (სოფელი, sopeli), één 'nederzettingen met stedelijk karakter' (დაბა, daba) en één stad (ქალაქი, kalaki).
- stad: Zestafoni, gemeentelijk centrum en elfde grootste plaats in Georgië.
- daba: Sjorapani
- dorpen: in totaal 59.

## Bestuur
De gemeenteraad van Zestafoni (Georgisch: საკრებულო, sakreboelo) wordt elke vier jaar gekozen in een gemengd kiesstelsel. Een deel wordt via enkelvoudige kiesdistricten gekozen en een deel via evenredige vertegenwoordiging van gesloten partijlijsten, waarvoor een kiesdrempel geldt van drie procent.
| Samenstelling Sakreboelo (zetels per partij) | Samenstelling Sakreboelo (zetels per partij) | Samenstelling Sakreboelo (zetels per partij) | Samenstelling Sakreboelo (zetels per partij) | Samenstelling Sakreboelo (zetels per partij) |
| Partij                                       | Partij                                       | 2014                                         | 2017                                         | 2021                                         |
| -------------------------------------------- | -------------------------------------------- | -------------------------------------------- | -------------------------------------------- | -------------------------------------------- |
|                                              | Georgische Droom (GD)                        | 21                                           | 29                                           | 27                                           |
|                                              | Verenigde Nationale Beweging (UNM)           | 4                                            | 3                                            | 10                                           |
|                                              | Boerdzjanadze - Verenigde Oppositie          | 4                                            |                                              |                                              |
|                                              | Overige partijen                             | 5                                            | 4                                            | 2                                            |
| Totaal                                       | Totaal                                       | 34                                           | 36                                           | 39                                           |

## Bezienswaardigheden

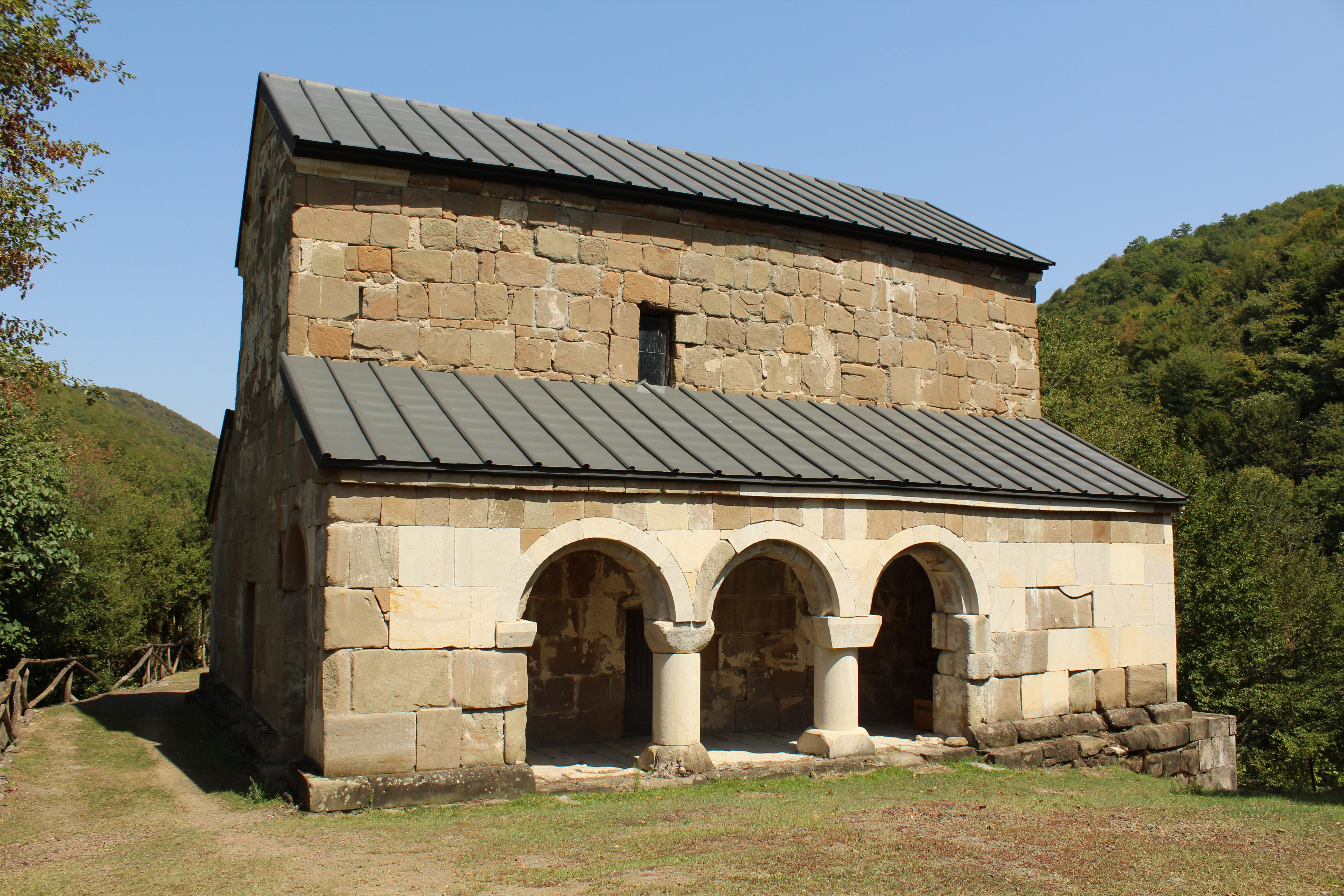
Tabakiniklooster

In de gemeente zijn een aantal cultuur-historische bezienswaardigheden.
- Sjorapanikasteel. De ruïnes van dit historisch belangrijke fort bevinden zich op een heuvel boven Sjorapani in de punt van de samenvloeiing van de Kvirila en Dziroela rivieren. De Griekse Strabo schreef er over in de 1e eeuw v.Chr. en Parnavaz I van Iberië zou in de 3e eeuw v.Chr. voor het eerst hier een fortificatie hebben laten bouwen.[33][34]
- Sint Joriskerk (Tabakiniklooster) in het dorp Tabakini, 6 kilometer ten zuiden van Zestafoni. De vroegste sporen van het klooster zouden uit de 6e-7e eeuw dateren, terwijl de basis van het huidige gebouw uit de 10e-11e eeuw dateert. De kloosterkerk is in de 16e eeuw aangepast en heeft sindsdien muurschilderingen.[35][36]
- Tamarabrug, een stenen boogbrug bij het dorpje Tsjalatka over de Kvirila. De brug met drie bogen is gebouwd in de middeleeuwen. Er zijn in de binnenlanden van Georgië veel oude enkelboogsbruggen te vinden maar deze brug is bijzonder door de drie bogen van 6 en 14 meter en een lengte van 40 meter.[37] Het is een van de weinige van dergelijke meerboogsbruggen die in het land bewaard zijn gebleven.[38]
- Samtsverawaterval in de Dzoesa, een bronrivier van de Kvirila, een paar kilometer ten noorden van de Tamarabrug.[39]

## Vervoer

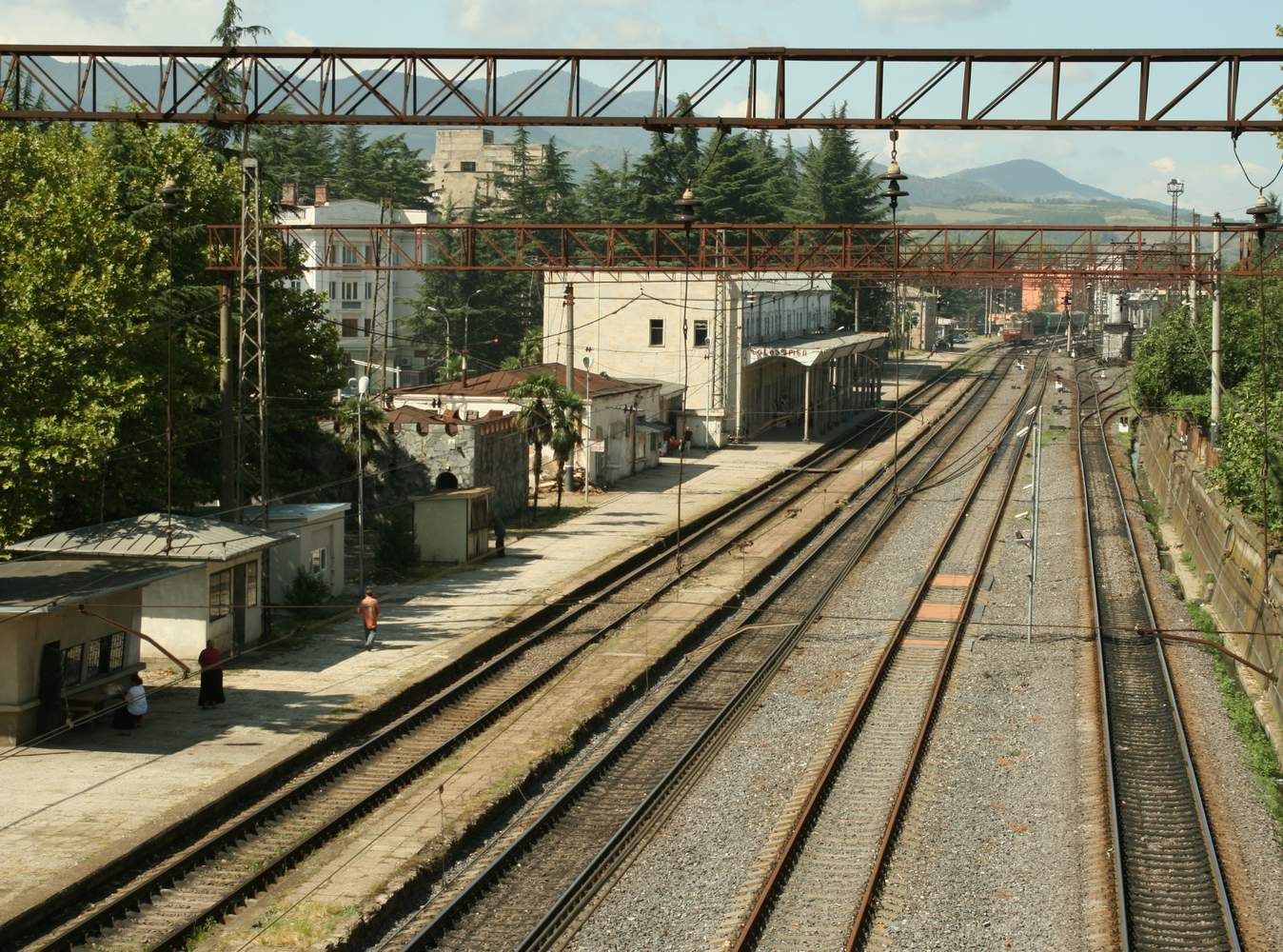
Station Zestafoni

De belangrijkste hoofdweg in Georgië, de S1 / E60 (Tbilisi - Zoegdidi - Abchazië), passeert de gemeente langs de rivieren Kvirila en Dziroela en loopt door Sjorapani en Zestafoni. Een belangrijke alternatieve route door het Lichigebergte dat oost- en west-Georgië van elkaar scheidt is de nationale route Sh55 die langs de rivier Tsjcherimela via Charagaoeli en de Soeramipas naar Soerami gaat en zich daar weer bij de S1 hoofdroute voegt. Vanaf Zestafoni is ten slotte het noorden van de gemeente ontsloten via de nationale route Sh22 naar Tsjiatoera en Satsjchere.
Sinds 1872 ligt de Tbilisi - Poti spoorlijn langs de rivier Kvirila met verschillende stations in de gemeente. Dit is de centrale oost-west spoorlijn door Georgië die hoofdstad Tbilisi met de belangrijke steden in het westen van het land. Zestafoni werd door de opening van de Zestafoni - Tsjiatoera - Satsjchere spoorlijn in 1893 een belangrijke spoorwegsplitsing voor met name de mijnen in Tsjiatoera.